# Wolfgang Porsche
Wolfgang Porsche (Estugarda, 10 de maio de 1943) é um empresário e engenheiro austríaco. Membro da família de empresários e engenheiros Porsche, Wolfgang é atualmente presidente do conselho da Porsche AG e desde julho de 2007, a Porsche Automobil Holding SE.
É o mais jovem filho de Ferdinand Anton Ernst Porsche, neto de Ferdinand Porsche e seu primo Ferdinand Piech, ex-CEO e do Grupo Volkswagen.
Depois da escola, treinou como metalúrgico e passou a obter uma licenciatura em Administração de Empresas pela Universidade de de Economia e Negócios de Viena.
Foi casado em segundas núpcias com Susanne Porsche, nascida Susanne Bresser, mãe de dois de seus filhos. Porsche tem também um filho e uma filha de seu primeiro casamento.